# Syosset
Syosset [saɪˈɒsᵻt] är en så kallad census-designated place i kommunen Oyster Bay i Nassau County i delstaten New York. Vid 2010 års folkräkning hade Syosset 18 829 invånare.

## Kända personer från Syosset
- Sue Bird, basketspelare
- Michael Lohan, TV-personlighet
- Shannon MacMillan, fotbollsspelare
- Eric Nystrom, ishockeyspelare
- Rob Scuderi, ishockeyspelare
- Mark Whitfield, musiker